# 1. Fußball- und Sportverein Mainz 05 2008-2009
Questa voce raccoglie le informazioni riguardanti l'1. Fußball- und Sportverein Mainz 05 nelle competizioni ufficiali della stagione 2008-2009.

## Stagione
Nella stagione 2008-2009 il Magonza, allenato da Jørn Andersen, concluse il campionato di 2. Bundesliga al 2º posto e fu promosso in Bundesliga. In Coppa di Germania il Magonza fu eliminato in semifinale dal Bayer Leverkusen.

## Rosa
| N. |                               | Ruolo | Calciatore           |
| -- | ----------------------------- | ----- | -------------------- |
| 30 | Germania (bandiera)           | P     | Daniel Ischdonat     |
| 1  | Germania (bandiera)           | P     | Dimo Wache           |
| 29 | Germania (bandiera)           | P     | Christian Wetklo     |
| 26 | Germania (bandiera)           | D     | Niko Bungert         |
| 5  | Germania (bandiera)           | D     | Christian Demirtas   |
| 6  | Germania (bandiera)           | D     | Tim Hoogland         |
| 39 | Germania (bandiera)           | D     | Jan Kirchhoff        |
| 24 | Ungheria (bandiera)           | D     | Zsolt Löw            |
| 4  | Macedonia del Nord (bandiera) | D     | Nikolče Noveski      |
| 17 | Germania (bandiera)           | D     | Marco Rose           |
| 2  | Danimarca (bandiera)          | D     | Bo Svensson          |
| 3  | Belgio (bandiera)             | D     | Peter Van Der Heyden |
| 22 | Algeria (bandiera)            | C     | Chadli Amri          |
| 7  | Germania (bandiera)           | C     | Markus Feulner       |
| 14 | Germania (bandiera)           | C     | Robert Fleßers       |

| N. |                                 | Ruolo | Calciatore         |
| -- | ------------------------------- | ----- | ------------------ |
| 27 | Germania (bandiera)             | C     | Daniel Gunkel      |
| 16 | Germania (bandiera)             | C     | Florian Heller     |
| 18 | Albania (bandiera)              | C     | Jahmir Hyka        |
| 21 | Slovacchia (bandiera)           | C     | Miroslav Karhan    |
| 15 | Russia (bandiera)               | C     | Roman Neustädter   |
| 13 | Montenegro (bandiera)           | C     | Milorad Peković    |
| 19 | Colombia (bandiera)             | C     | Elkin Soto         |
| 25 | Bosnia ed Erzegovina (bandiera) | C     | Mario Vrančić      |
| 8  | Serbia (bandiera)               | A     | Srđjan Baljak      |
| 23 | Burkina Faso (bandiera)         | A     | Aristide Bancé     |
| 32 | Montenegro (bandiera)           | A     | Dragan Bogavac     |
| 9  | Ecuador (bandiera)              | A     | Félix Borja        |
| 11 | Sudafrica (bandiera)            | A     | Delron Buckley     |
| 33 | Germania (bandiera)             | A     | Nejmeddin Daghfous |

## Organigramma societario
Area tecnica
- Allenatore: Jørn Andersen
- Allenatore in seconda: Jürgen Kramny
- Preparatore dei portieri: Stephan Kuhnert
- Preparatori atletici: Axel Busenkell, Christopher Rohrbeck

## Risultati

### 2. Bundesliga

#### Girone di andata
| Arbitro: | Gräfe |

|                              |           |                                          |
| Feulner 26’, 37’ Bogavac 40’ | Marcatori | 47’ (rig.) Reghecampf 70’, 71’ Jendrišek |

| Arbitro: | Weiner |

|               |           |                       |
| Kučuković 47’ | Marcatori | 7’ Karhan 32’ Noveski |

| Arbitro: | Sippel |

|                                        |           |                             |
| Baljak 36’ Bancé 44’, 55’ Hoogland 85’ | Marcatori | 42’ (aut.) Heyden 53’ Fuchs |

| Arbitro: | Winkmann |

|                           |           |                       |
| Schindler 80’ Gledson 84’ | Marcatori | 61’ Baljak 69’ Heller |

| Arbitro: | Seemann |

|                      |           |  |
| Bungert 6’ Borja 88’ | Marcatori |  |

| Arbitro: | Thielert |

|  |           |                |
|  | Marcatori | 27’, 89’ Bancé |

| Arbitro: | Meyer |

|                                                      |           |  |
| Amri 20’ Noveski 26’ Borja 58’ Heyden 73’ Baljak 78’ | Marcatori |  |

| Arbitro: | Kircher |

|                     |           |  |
| Németh 25’ Auer 40’ | Marcatori |  |

| Magonza 26 ottobre 2008, ore 14:00 CET 9ª giornata | Magonza   | 0 – 0 referto | Duisburg | Stadion am Bruchweg (20 100 spett.)\| Arbitro: \| Fleischer \| |
| Arbitro:                                           | Fleischer |               |          |                                                                |

| Arbitro: | Kinhöfer |

|  |           |           |
|  | Marcatori | 12’ Bancé |

| Arbitro: | Perl |

|  |           |                        |
|  | Marcatori | 80’ Borja 86’ Hoogland |

| Arbitro: | Bandurski |

|  |           |                                  |
|  | Marcatori | 11’ Lokvenc 35’ Karl 81’ Buchner |

| Arbitro: | Rafati |

|  |           |                                                |
|  | Marcatori | 33’ (aut.) Mavrič 52’ Baljak 56’ (rig.) Karhan |

| Arbitro: | Metzen |

|                |           |                           |
| Borja 64’, 69’ | Marcatori | 30’ Ludwig 90’ Rothenbach |

| Arbitro: | Kempter |

|              |           |                                                          |
| Mokhtari 84’ | Marcatori | 3’ (aut.) Hillebrand 47’ Baljak 49’ Hoogland 72’ Feulner |

| Arbitro: | Gagelmann |

|  |           |             |
|  | Marcatori | 90’ Sararer |

| Arbitro: | Kempter |

|                        |           |            |
| Kruse 23’ Lüttmann 85’ | Marcatori | 45’ Baljak |

#### Girone di ritorno
| Arbitro: | Schmidt |

|           |           |            |
| Lakić 72’ | Marcatori | 6’ Feulner |

| Arbitro: | Gräfe |

|                     |           |                         |
| Heller 4’ Borja 34’ | Marcatori | 37’ Schäffler 66’ Lauth |

| Arbitro: | Kinhöfer |

|          |           |                                           |
| Manno 3’ | Marcatori | 20’ Feulner 32’ Buckley 66’ (rig.) Karhan |

| Arbitro: | Hartmann |

|                            |           |               |
| Feulner 17’ Bancé 77’, 79’ | Marcatori | 40’ Fillinger |

| Norimberga 27 febbraio 2009, ore 18:00 CET 22ª giornata | Norimberga | 0 – 0 referto | Magonza | easyCredit-Stadion (30 047 spett.)\| Arbitro: \| Weiner \| |
| Arbitro:                                                | Weiner     |               |         |                                                            |

| Arbitro: | Rafati |

|           |           |                   |
| Bancé 79’ | Marcatori | 23’ Prettenthaler |

| Arbitro: | Winkmann |

|  |           |                     |
|  | Marcatori | 37’ Soto 90’ Baljak |

| Arbitro: | Schalk |

|          |           |                                         |
| Amri 69’ | Marcatori | 30’, 44’ Brinkmann 75’ Özgen 83’ Holtby |

| Arbitro: | Kircher |

|  |           |                   |
|  | Marcatori | 21’ (rig.) Karhan |

| Arbitro: | Meyer |

|             |           |                          |
| Noveski 45’ | Marcatori | 53’ Idrissou 67’ Banović |

| Magonza 17 aprile 2009, ore 18:00 CEST 28ª giornata | Magonza | 0 – 0 referto | Rot Weiss Ahlen | Stadion am Bruchweg (18 500 spett.)\| Arbitro: \| Frank \| |
| Arbitro:                                            | Frank   |               |                 |                                                            |

| Arbitro: | Schmidt |

|                                       |           |                                       |
| Wenczel 27’ Neuendorf 58’ Lokvenc 64’ | Marcatori | 34’ Noveski 49’, 70’ Baljak 85’ Bancé |

| Arbitro: | Stark |

|                      |           |  |
| Bancé 17’ Karhan 90’ | Marcatori |  |

| Arbitro: | Brych |

|                 |           |  |
| Ludwig 31’, 63’ | Marcatori |  |

| Arbitro: | Perl |

|                |           |            |
| Bancé 22’, 56’ | Marcatori | 48’ Benčík |

| Arbitro: | Kircher |

|  |           |                      |
|  | Marcatori | 61’ Feulner 89’ Soto |

| Arbitro: | Gräfe |

|                               |           |  |
| Baljak 4’, 17’ Bancé 65’, 69’ | Marcatori |  |

### Coppa di Germania
| Arbitro: | Henschel |

|            |           |                          |
| Moritz 90’ | Marcatori | 90’ Feulner 107’ Bogavac |

| Arbitro: | Fandel |

|                                         |           |             |
| Bancé 61’ Karhan 68’ (rig.) Peković 79’ | Marcatori | 73’ Mohamad |

| Arbitro: | Sippel |

|           |           |                                |
| Krmaš 71’ | Marcatori | 47’ Bungert 65’ Bancé 81’ Soto |

| Arbitro: | Brych |

|           |           |  |
| Bancé 88’ | Marcatori |  |

| Arbitro: | Weiner |

|                                                  |           |           |
| Charisteas 82’ Vidal 93’ Rolfes 104’ Kadlec 117’ | Marcatori | 88’ Bancé |

## Statistiche

### Statistiche di squadra
| Competizione      | Punti | In casa | In casa | In casa | In casa | In casa | In casa | In trasferta | In trasferta | In trasferta | In trasferta | In trasferta | In trasferta | Totale | Totale | Totale | Totale | Totale | Totale | DR  |
| Competizione      | Punti | G       | V       | N       | P       | Gf      | Gs      | G            | V            | N            | P            | Gf           | Gs           | G      | V      | N      | P      | Gf     | Gs     | DR  |
| ----------------- | ----- | ------- | ------- | ------- | ------- | ------- | ------- | ------------ | ------------ | ------------ | ------------ | ------------ | ------------ | ------ | ------ | ------ | ------ | ------ | ------ | --- |
| 2. Bundesliga     | 63    | 17      | 7       | 6       | 4       | 32      | 22      | 17           | 11           | 3            | 3            | 30           | 15           | 34     | 18     | 9      | 7      | 62     | 37     | +25 |
| Coppa di Germania | -     | 2       | 2       | 0       | 0       | 4       | 1       | 3            | 2            | 0            | 1            | 6            | 6            | 5      | 4      | 0      | 1      | 10     | 7      | +3  |
| Totale            | -     | 19      | 9       | 6       | 4       | 36      | 23      | 20           | 13           | 3            | 4            | 36           | 21           | 39     | 22     | 9      | 8      | 72     | 44     | +28 |

### Andamento in campionato
| Giornata  | 1 | 2 | 3 | 4 | 5 | 6 | 7 | 8 | 9 | 10 | 11 | 12 | 13 | 14 | 15 | 16 | 17 | 18 | 19 | 20 | 21 | 22 | 23 | 24 | 25 | 26 | 27 | 28 | 29 | 30 | 31 | 32 | 33 | 34 |
| --------- | - | - | - | - | - | - | - | - | - | -- | -- | -- | -- | -- | -- | -- | -- | -- | -- | -- | -- | -- | -- | -- | -- | -- | -- | -- | -- | -- | -- | -- | -- | -- |
| Luogo     | C | T | C | T | C | T | C | T | C | T  | T  | C  | T  | C  | T  | C  | T  | T  | C  | T  | C  | T  | C  | T  | C  | T  | C  | C  | T  | C  | T  | C  | T  | C  |
| Risultato | N | V | V | N | V | V | V | P | N | V  | V  | P  | V  | N  | V  | P  | P  | N  | N  | V  | V  | N  | N  | V  | P  | V  | P  | N  | V  | V  | P  | V  | V  | V  |
| Posizione | 6 | 1 | 1 | 4 | 3 | 2 | 1 | 2 | 3 | 2  | 1  | 1  | 1  | 1  | 1  | 1  | 1  | 3  | 3  | 3  | 2  | 2  | 3  | 2  | 3  | 2  | 2  | 3  | 2  | 2  | 2  | 2  | 2  | 2  |

Legenda:

Luogo: C = Casa; T = Trasferta. Risultato: V = Vittoria; N = Pareggio; P = Sconfitta.

### Statistiche dei giocatori
| Giocatore     | 2. Bundesliga | 2. Bundesliga | 2. Bundesliga | 2. Bundesliga | Coppa di Germania | Coppa di Germania | Coppa di Germania | Coppa di Germania | Totale   | Totale | Totale      | Totale     |
| Giocatore     | Presenze      | Reti          | Ammonizioni   | Espulsioni    | Presenze          | Reti              | Ammonizioni       | Espulsioni        | Presenze | Reti   | Ammonizioni | Espulsioni |
| ------------- | ------------- | ------------- | ------------- | ------------- | ----------------- | ----------------- | ----------------- | ----------------- | -------- | ------ | ----------- | ---------- |
| D. Ischdonat  | -             | -             | -             | -             | -                 | -                 | -                 | -                 | -        | -      | -           | -          |
| D. Wache      | 34            | 0             | 0             | 0             | 5                 | 0                 | 0                 | 0                 | 39       | 0      | 0           | 0          |
| C. Wetklo     | 1             | 0             | 0             | 0             | -                 | -                 | -                 | -                 | 1        | 0      | 0           | 0          |
| N. Bungert    | 32            | 1             | 3             | 0             | 4                 | 1                 | 0                 | 0                 | 36       | 2      | 3           | 0          |
| C. Demirtas   | 1             | 0             | 0             | 0             | -                 | -                 | -                 | -                 | 1        | 0      | 0           | 0          |
| T. Hoogland   | 33            | 3             | 2             | 0             | 4                 | 0                 | 0                 | 0                 | 37       | 3      | 2           | 0          |
| J. Kirchhoff  | 1             | 0             | 0             | 0             | -                 | -                 | -                 | -                 | 1        | 0      | 0           | 0          |
| Z. Löw        | 14            | 0             | 1             | 0             | 1                 | 0                 | 0                 | 0                 | 15       | 0      | 1           | 0          |
| N. Noveski    | 31            | 4             | 3             | 1             | 5                 | 0                 | 0                 | 0                 | 36       | 4      | 3           | 1          |
| M. Rose       | 2             | 0             | 0             | 0             | -                 | -                 | -                 | -                 | 2        | 0      | 0           | 0          |
| B. Svensson   | 10            | 0             | 0             | 0             | 2                 | 0                 | 0                 | 0                 | 12       | 0      | 0           | 0          |
| P. Heyden     | 17            | 1             | 1             | 0             | 3                 | 0                 | 2                 | 0                 | 20       | 1      | 3           | 0          |
| C. Amri       | 18            | 2             | 3             | 0             | 2                 | 0                 | 0                 | 0                 | 20       | 2      | 3           | 0          |
| M. Feulner    | 30            | 7             | 7             | 0             | 5                 | 1                 | 1                 | 0                 | 35       | 8      | 8           | 0          |
| R. Fleßers    | 2             | 0             | 0             | 0             | -                 | -                 | -                 | -                 | 2        | 0      | 0           | 0          |
| D. Gunkel     | 3             | 0             | 0             | 0             | 2                 | 0                 | 1                 | 0                 | 5        | 0      | 1           | 0          |
| F. Heller     | 30            | 2             | 5             | 0             | 5                 | 0                 | 0                 | 0                 | 35       | 2      | 5           | 0          |
| J. Hyka       | 5             | 0             | 0             | 0             | 2                 | 0                 | 0                 | 0                 | 7        | 0      | 0           | 0          |
| M. Karhan     | 34            | 5             | 2             | 0             | 5                 | 1                 | 1                 | 0                 | 39       | 6      | 3           | 0          |
| R. Neustädter | 16            | 0             | 2             | 0             | 3                 | 0                 | 0                 | 0                 | 19       | 0      | 2           | 0          |
| M. Peković    | 26            | 0             | 8             | 1             | 5                 | 1                 | 2                 | 0                 | 31       | 1      | 10          | 1          |
| E. Soto       | 24            | 2             | 2             | 1             | 2                 | 1                 | 1                 | 0                 | 26       | 3      | 3           | 1          |
| M. Vrančić    | 3             | 0             | 0             | 0             | -                 | -                 | -                 | -                 | 3        | 0      | 0           | 0          |
| S. Baljak     | 31            | 11            | 4             | 0             | 4                 | 0                 | 0                 | 0                 | 35       | 11     | 4           | 0          |
| A. Bancé      | 32            | 14            | 3             | 0             | 5                 | 4                 | 0                 | 0                 | 37       | 18     | 3           | 0          |
| D. Bogavac    | 12            | 1             | 2             | 0             | 2                 | 1                 | 0                 | 0                 | 14       | 2      | 2           | 0          |
| F. Borja      | 19            | 6             | 2             | 0             | 2                 | 0                 | 0                 | 0                 | 21       | 6      | 2           | 0          |
| D. Buckley    | 11            | 1             | 1             | 0             | 1                 | 0                 | 0                 | 0                 | 12       | 1      | 1           | 0          |
| N. Daghfous   | 1             | 0             | 0             | 0             | -                 | -                 | -                 | -                 | 1        | 0      | 0           | 0          |
| R. Jovanović  | 1             | 0             | 0             | 0             | -                 | -                 | -                 | -                 | 1        | 0      | 0           | 0          |